# Фигурная коса
Фигу́рная коса́ — песчаная коса на восточном побережье полуострова Таймыр, вдаётся в море Лаптевых. Частично отделяет от моря лагуну Островную.
Административно находится в Таймырском Долгано-Ненецком районе Красноярского края России. Входит в территорию сельского поселения Хатанга.

## География
Коса расположена в восточной части полуострова Таймыр, в 1 км северо-восточнее устья реки Цветкова, между мысом Цветкова и Длинной косой.
От Длинной косы Фигурная коса отделяется песчаной отмелью. От основной части полуострова отделена обрывом высотой 3 м.
Длина Фигурной косы менее 2 км, ширина менее 250 м. Площадь косы около 0,2 км².
Коса Фигурная находится на границе Таймырского Долгано-Ненецкого района и является одним из географических объектов, служащих для маркировки границы между этим муниципальным образованием и внутренними водами Российской Федерации.